# منی هولاک-ارتموسکی
منی هولاک-ارتموسکی (اوکراینی: Семен Степанович Гулак-Артемовський؛ ۴ فوریهٔ ۱۸۱۳ – ۵ آوریل ۱۸۷۳) آهنگساز، خواننده، خواننده اپرا، بازیگر، و نمایشنامه‌نویس اهل امپراتوری روسیه بود.